# Gud, vår Gud, för världen all
Gud, vår Gud, för världen all är en lovpsalm från 1694 med ursprungligen 21 verser av Haquin Spegel. Psalmen utgår från Psaltaren 72. 
Texten bearbetades omfattande av Axel Fredrik Runstedt 1911 och (vers 9) av Paul Nilsson 1916 och 1934 enligt Koralbok för Nya psalmer, 1921 inför publiceringen i 1937 års psalmbok. Enligt uppgift i Den svenska psalmboken (1986) har det arbetet ersatts av en bearbetning utförd av Johan Ludvig Runeberg 1857 och en ytterligare bearbetning av Anders Frostenson från 1976 till dagens sex verser. I den finlandssvenska psalmboken (1986) har man med åtta verser.
Melodin är i nyare svenskspråkiga psalmböcker samma som till Världens Frälsare kom här. Det anses inte uteslutet att den är av Aurelius Ambrosius, och att den blev nedtecknad i Erfurt 1524. I 1697 års koralbok finns dock en annan, troligen inhemsk melodi till denna text. I Koralbok för Nya psalmer, 1921 uppges melodin vara från 1745 och samma som till psalmen Loven Gud i himmelshöjd
I den finska psalmboken 1986 finns psalmen med i översättning från Runeberg av Elias Lönnrot 1857, med annat versmått, till en melodi från Böhmen 1541.

## Publicerad som
- Nr 71 i 1695 års psalmbok med titelraden "O Gudh! tin rättwisa doom" som också bygger på Psaltaren 72
- Nya finska psalmboken 1886
- Nr 24 i Hemlandssånger 1891 under rubriken "Högtiderna".
- Nr 510 i Nya psalmer 1921, tillägget till 1819 års psalmbok under rubriken "Kyrkans högtider: Advent".
- Nr 242 i 1937 års psalmbok under rubriken "Mission".
- Nr 179 i finska psalmboken 1938
- Nr 6 i Finlandssvenska psalmboken (1943)
- Nr 6 i Finlandssvenska psalmboken (1986) under rubriken "Advent".
- Nr 99 i Den svenska psalmboken (1986), 1986 års Cecilia-psalmbok, Psalmer och Sånger 1987, Segertoner 1988 och Frälsningsarméns sångbok 1990 under rubriken "Lovsång och tillbedjan".
- Nr 421 i den finska psalmboken 1986 under rubriken "Mission"